# Justicia densiflora
Justicia densiflora är en akantusväxtart som först beskrevs av Oersted, och fick sitt nu gällande namn av V.A.W. Graham. Justicia densiflora ingår i släktet Justicia och familjen akantusväxter. Inga underarter finns listade i Catalogue of Life.